# Anna Gałecka
Anna Gałecka (ur. 18 kwietnia 1974 w Gdyni) – polska zawodniczka uprawiająca żeglarstwo, specjalizująca się w windsurfingu, olimpijka z Sydney 2000.
Startowała w klasie Mistral oraz RS:X. Dwukrotna mistrzyni Polski w klasie Mistarl w latach 1997, 1998 .
Uczestniczka mistrzostw Europy w klasie Mistarl w roku 1999 (5. miejsce), brązowa medalistka z roku 2000, 2002 (28. miejsce), 2003 (10. miejsce), 2004 (17. miejsce).
Uczestniczka mistrzostw świata w windsurfingu w klasie mistral w latach 1999 (6. miejsce), 2002 (14. miejsce), 2003 (35. miejsce), 2005 (16. miejsce) oraz mistrzostw świata w klasie RS:X (która to klasa zastąpiła klasę Mistral) w latach: 2006 (11. miejsce), 2007 (22. miejsce), 2008 (29. miejsce).
Wielokrotnie zajmowała miejsca na podium w zawodach Pucharu Świata
Na igrzyskach w Sydney wystartowała w klasie Mistral zajmując 11. miejsce.
Zawodniczka Sopockiego Klubu Żeglarskiego.